# Mal Ladrón

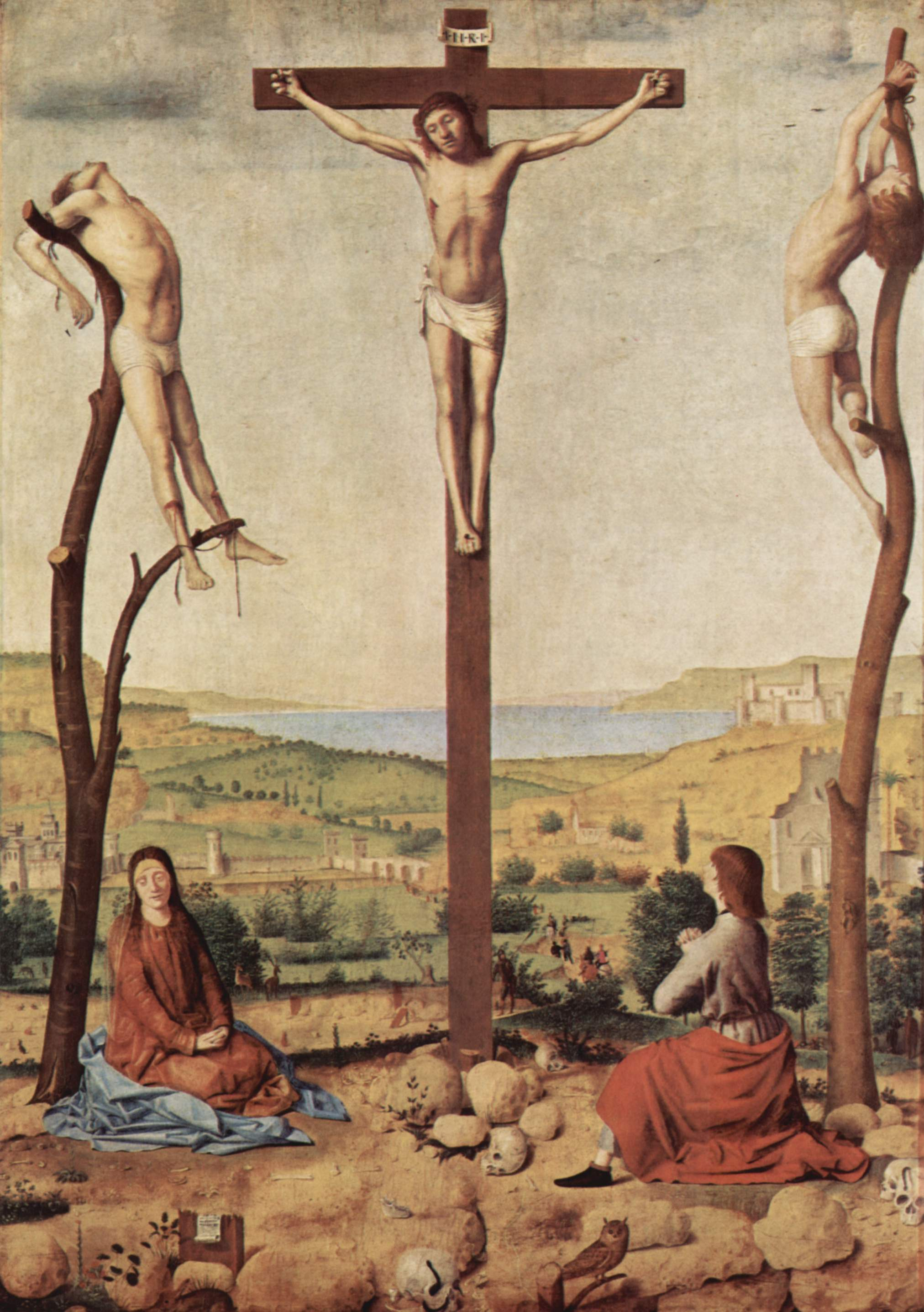
Antonello da Messina, Crucifixión 1475.

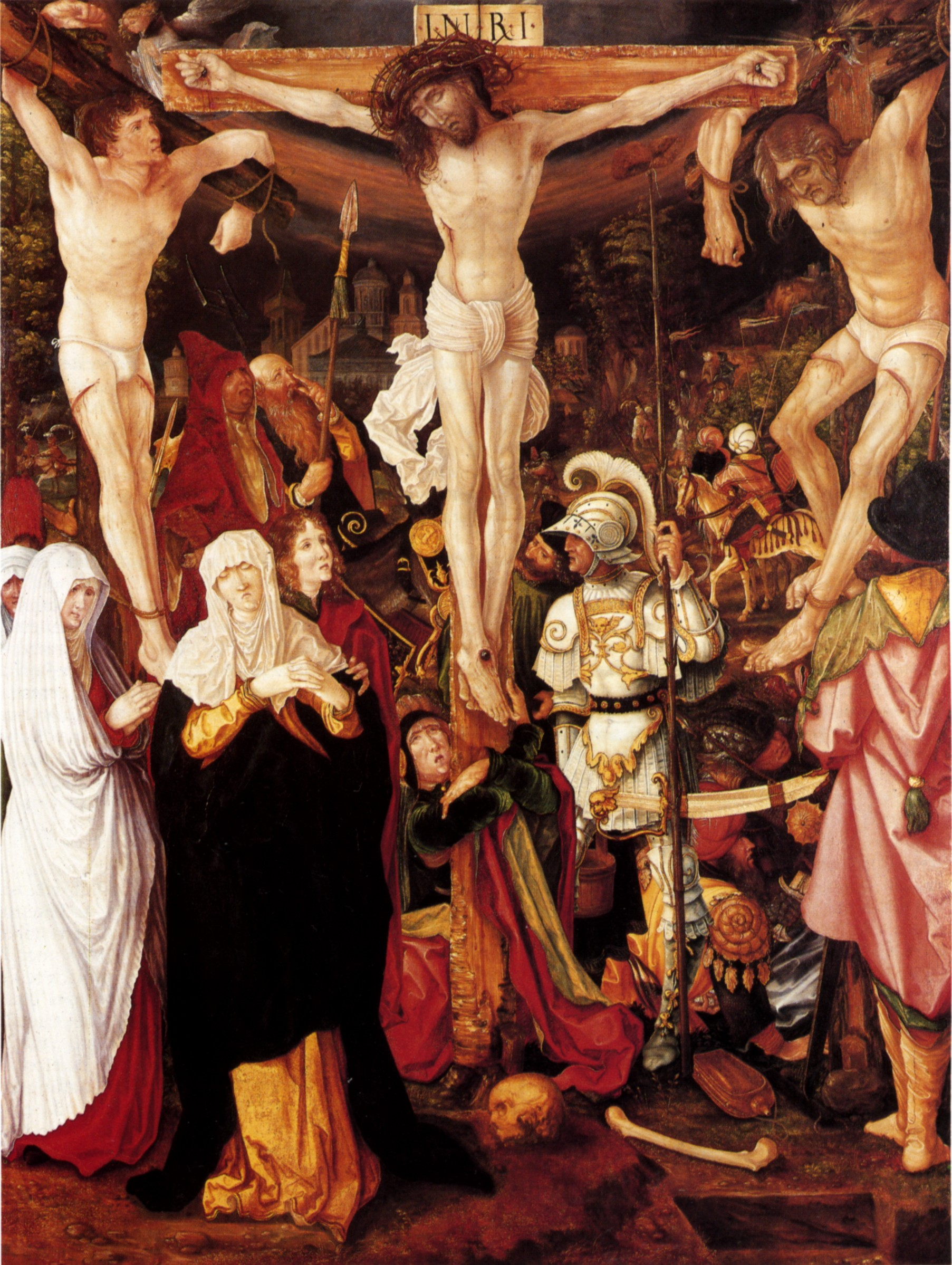
Representación de la crucifixión por Christoph Bockstorfer (1524)

El Mal Ladrón, llamado Gestas en los evangelios apócrifos, fue uno de los malhechores que según el Evangelio de San Lucas fue crucificado al mismo tiempo que Jesús de Nazaret. Insultó a Jesús y no se arrepintió de sus pecados, a diferencia del Buen Ladrón (San Dimas), que sí lo hizo y obtuvo en recompensa la promesa de ir al Paraíso aquel mismo día.

## Evangelios
El Evangelio según San Lucas relata el diálogo de Jesús con los ladrones de la siguiente forma:

Uno de los malhechores colgados lo insultaba: ¿No eres tú el Mesías? Sálvate a ti y a nosotros. El otro le reprendía: Y tú, que sufres la misma pena, ¿no respetas a Dios? Lo nuestro es justo, pues recibimos la paga de nuestros delitos; éste en cambio no ha cometido ningún crimen. Y añadió: Jesús, cuando llegues a tu reino acuérdate de mí. Jesús le contestó: Te aseguro que hoy estarás conmigo en el paraíso.
Evangelio de San Lucas, capítulo XXIII, versículo 43.

## Evangelios apócrifos
En los evangelios canónicos no se aporta mucha información sobre los ladrones; ni siquiera se señalan sus nombres. Sin embargo, los evangelios apócrifos relatan más detalles, y algunos de ellos han sido incorporados a la tradición católica, como los nombres del Buen y el Mal ladrón, Dimas y Gestas.
Según el Evangelio de Nicodemo, el Mal Ladrón, llamado Gestas, fue crucificado a la izquierda de Jesús y el Buen Ladrón a su derecha. Por este motivo, con frecuencia las representaciones de la crucifixión muestran a Jesús con la cabeza inclinada hacia el lado derecho.
En otro de los evangelios apócrifos, el Protoevangelio de Santiago, José de Arimatea realiza la siguiente declaración, refiriéndose al Mal Ladrón:

Gestas solía dar muerte de espada a algunos viandantes, mientras que a otros los dejaba desnudos, y colgaba a las mujeres de los tobillos cabeza abajo para cortarles después los pechos; tenía predilección por beber la sangre de los miembros infantiles; nunca conoció a Dios; no obedecía a las leyes y venía ejecutando tales acciones, violento como era, desde el principio de su vida.
Protoevangelio de Santiago: Declaración de José de Arimatea.

En el Evangelio árabe de la infancia, se relata el episodio del Ataque de los bandidos, en el que unos salteadores atacan a San José y su familia mientras atraviesan un bosque.
Uno de los malhechores, llamado Tito (El Buen Ladrón), intercede para protegerlos, mientras que el otro que se llamaba Dúmaco (El Mal Ladrón) no accede. La Virgen María bendice a Tito y el propio Jesús profetiza que ambos forajidos serán crucificados.

Madre mía, de aquí a treinta años me han de crucificar los judíos en Jerusalén y estos dos ladrones serán puestos en cruz juntamente conmigo. Tito estará a la derecha y Dúmasco a la izquierda. Tito me precederá en el paraíso.
Evangelio Árabe de la Infancia, capítulo XXIII.

## Iglesia Ortodoxa

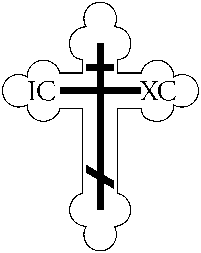
Una cruz de tres barras (la barra inferior está inclinada señalando a San Dimas a su derecha de la Santa Cruz y a Gestas abajo a su izquierda).

En la Iglesia Ortodoxa Rusa, tanto las cruces como los crucifijos se representan con tres barras horizontales, la más alta es el Titulus crucis (la inscripción que Poncio Pilatos mandó poner sobre la cabeza de Cristo en latín, griego y hebreo: "Jesús de Nazaret, Rey de los Judíos"), la segunda más larga representa el madero sobre el que fueron clavadas las manos de Jesús y la más baja, oblicua, señala hacia arriba al Buen Ladrón y hacia abajo al Mal Ladrón.

## Iconografía

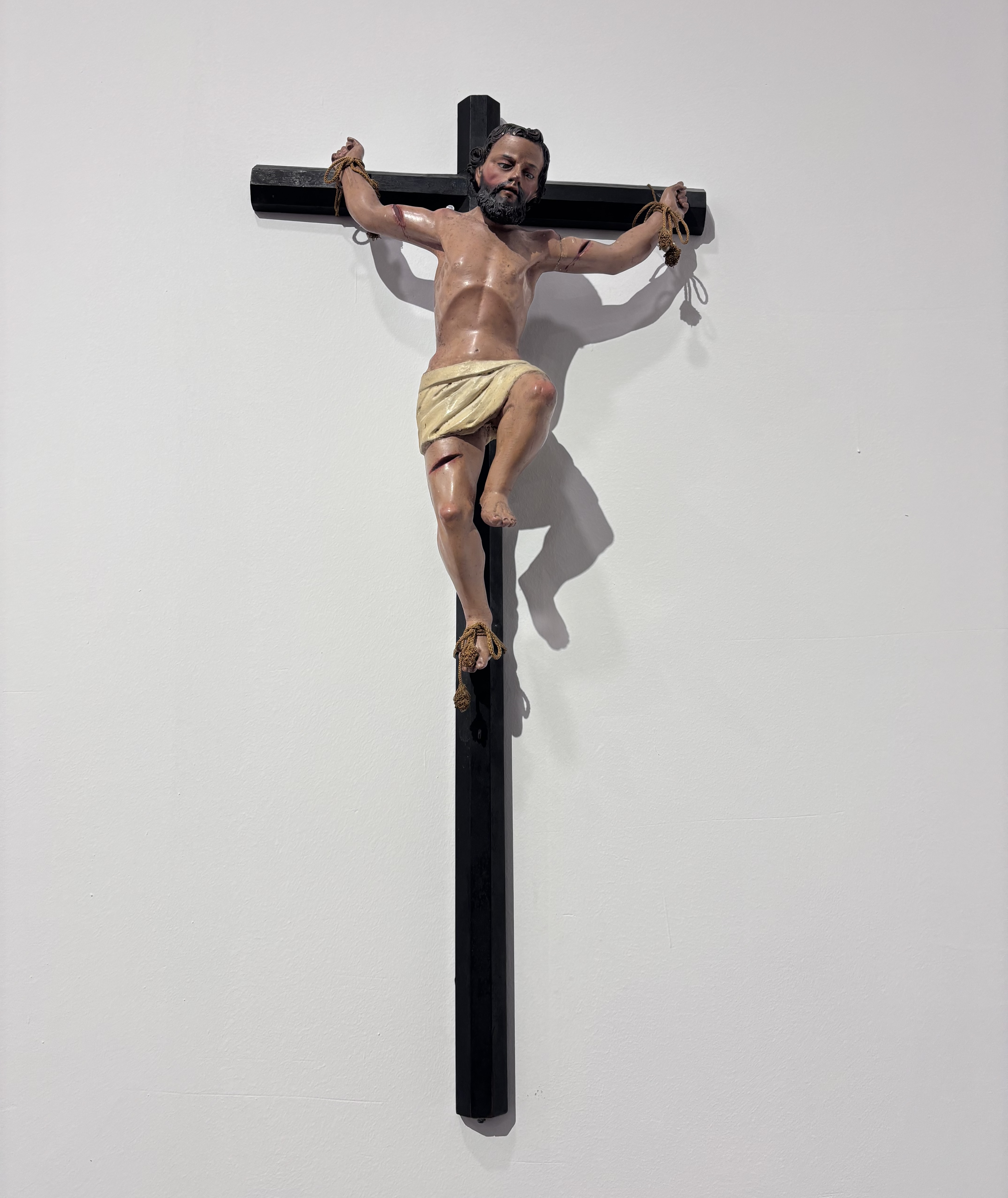
Gestas (anónimo, s. XVIII). Convento de Santo Domingo, Quito.

El Mal Ladrón suele representarse colocado a la izquierda de Jesucristo y con la cabeza vuelta, a diferencia del Buen Ladrón que se sitúa a su derecha y lo mira a la cara. Ambos suelen estar atados a la cruz en lugar de clavados y no tienen los brazos extendidos sino flexionados.
Sus facciones suelen ser toscas, y se retuerce en la cruz, mostrando el dolor y el sufrimiento que padecen, en contraste con la serenidad de Jesucristo que no manifiesta signos de dolor. A veces se representa un ángel que cuida del alma del ladrón arrepentido, mientras que un demonio tira del cuerpo del ladrón malvado, indicando que su alma será condenada.